# Леска (река в Гърция)
Леска (изписване до 1945 година: Лѣска, на гръцки: Λεπτοκαρυά, Лептокария, старо Λέσκα, Леска) е река в Паяк планина, Южна Македония.
Реката извира в източната част на Паяк, южно под височината Курия (266 m), северно от село Геракарци (Гераконас). Тече в югоизточна посока, успоредно на Гумендженската река. Минава югозападно от Кониково (Дитико) и североизточно от Грубевци (Агросикия). Северно от село Ливадица е включена в мрежата от напоителни канали в Солунското поле и вече не се влива във Вардар, каквото е традиционното ѝ устие.
В 1969 година реката е преименувана на Лептокария.